# M42 motorway
Der M42 motorway (englisch für ‚Autobahn M42‘) ist eine rund 64 km (40 Meilen) lange Autobahn in England, die den südlichen und östlichen Teil des Autobahnrings rund um Birmingham bildet. Sie verläuft weiter Richtung Nottingham und Autobahn M1. Sie endet zwischen Tamworth und Ashby-de-la-Zouch an der Anschlussstelle 11 und die verbleibenden 24 km (15 Meilen) zur M1 sind als A42 gekennzeichnet. Das Teilstück zwischen den Autobahnen M40 und M6 ist Teil der in Großbritannien nicht ausgeschilderten E 05.
Der erste Abschnitt wurde 1976 eröffnet und verband die Autobahn M6 mit dem Flughafen Birmingham und Solihull. In den 1980er Jahren verlängerte man die Autobahn in beiden Richtungen: 1985 bis Tamworth und zum Anschluss 3 bei Redditch, 1986 bis Appleby Magna (heutige AS 11) und Catshill (AS 1), dann 1987 folgte das Stück zur M5 (1987 südlich verlaufende Fahrbahnen am dortigen Knoten, 1989 die nördlichen). Der Teil zwischen Appleby Magna und der M1 wurde nie gebaut; stattdessen baute man als vierspurige Fortsetzung die A-Straße A42, die jedoch die Anschlussstellen-Nummerierung der M42 fortsetzt. Diese weicht von der ursprünglichen Trasse ab; die heutige A42 verläuft direkt zum Flughafen East Midlands, während die westlich geplante Autobahn mehr direkt nach Nottingham geplant war. Am Nordende gäbe es neben dem Ende auf der M1 auch einen Knoten mit der nie gebauten Autobahn M64 zwischen Castle Donington (M1) und Stoke-on-Trent (M6), heute weitgehend von der A50 ersetzt.
Seit 2005 wird auf dem Teilstück zwischen den Anschlussstellen 3A und 7 ein Verkehrsbeeinflussungssystem eingesetzt, das auf Englisch Active Traffic Management, Abk. ATM, heißt. Mit Hilfe von Sensoren und CCTV-Kameras können Verkehrsbeeinflussungsanlagen zu Stoßzeiten das Tempolimit senken sowie den Standstreifen für den Verkehr freigeben, ähnlich wie auf der A 8 oder A 99 bei München. Das System wurde als weniger kostspielige Alternative zur vollständigen Verbreitung gewählt und auf diesem Teilstück als dem ersten in Großbritannien eingesetzt, um bei Stoßzeiten den Fern-, Lokal- und Zubringerverkehr zum Flughafen Birmingham und Messezentrum NEC besser leiten zu können.
Nach der erfolgreichen Probe wurden Ende 2007 Pläne angekündigt, dieses System auch auf weitere belastete Autobahnen einzusetzen.